# HD 37124 d
HD 37124 d è il 3º pianeta del sistema stellare della stella HD 37124 ed è stato scoperto nel 2005. Si trova a 108 anni luce dalla Terra nella costellazione del Toro ed è il pianeta più piccolo del sistema.

## Caratteristiche
HD 37124 c ha un periodo orbitale di 1862 giorni e un'eccentricità di 0,14 ed è il pianeta più lontano dalla sua stella, distando 2,8 UA. La sua distanza è tale che il pianeta ha un'insolazione paragonabile a quella di Giove.
La massa di HD 37124 d è di 0,7 MJ e probabilmente si tratta di un gigante gassoso senza superficie solida, del quale però non sono noti dati come la temperatura, il raggio e la composizione.